# Ami Vitale
Ami Vitale é uma fotojornalista, documentarista, educadora e palestrante estadunidense. Em 2018, ela publicou um livro de fotos intitulado Panda Love, que captura pandas em cativeiro e sendo soltos na natureza.
Vitale nasceu na Flórida. Ela percebeu o potencial da fotografia ainda jovem.
Ela é formada em relações internacionais pela Universidade da Carolina do Norte.

## Fotografia e cinema
Em 1994, Vitale ingressou na Associated Press (AP) como editora de imagens em Nova York e Washington, DC. Ela financiou uma viagem por meio de seu trabalho com a AP e partiu para a República Tcheca em 1997.
Ela se mudou para Praga e passou um ano cobrindo a guerra em Kosovo, viajando de ida e volta para Praga, e passando um mês de cada vez na zona de guerra. Mais tarde, viajou para Angola e depois para a segunda Intifada em Gaza e Israel. Em 2000, recebeu uma subvenção da Fundação Alexia para documentar uma pequena aldeia na Guiné-Bissau.
Vitale atualmente fotografa histórias da vida selvagem e do meio ambiente para educar sobre questões de conservação global. Ela é jornalista visual e trabalha como fotógrafa para a National Geographic, também é documentarista e diretora de fotografia. O seu trabalho fotográfico recente centra-se na conservação da vida selvagem da África, do Oriente Médio e Ásia. Como embaixadora da Nikon e fotógrafa contratada da revista National Geographic, ela documentou a vida selvagem e a caça furtiva na África, cobriu conflitos entre humanos e animais selvagens e concentrou-se nos esforços para salvar o rinoceronte branco do norte e reintroduzir os pandas na natureza.
Vitale é membro fundadora da Ripple Effect Images, bem como membro do Conselho Consultivo de Fotojornalismo da Fundação Alexia.

## Escrita
Vitale é autora, colaboradora e frequentemente escreve artigos correspondentes aos seus trabalhos fotojornalísticos.

## Publicações

### Livros por Vitale
- Panda Love: as vidas secretas dos pandas (2018) — autora, fotógrafa.[12]

### Livros com contribuições fotográficas de Vitale
- Associated Press: Guide to Photojournalism (2000) de Brian Horton[13]
- National Geographic: The Most Popular Instagram Photos (2016)[14]

## Filmes
- Independent Lens (2010) — desenvolvimento de câmera
- Frontline (2007) — repórter
- Bangladesh: A Climate Trap (2019) — diretora, co-roteirista
- Shaba (2021) — diretora

## Prêmios
- 2003: Notícias Gerais, terceiro prêmio para histórias, World Press Photo, Amsterdã;[15]
- 2005: Pessoas nas notícias, segundo prêmio para histórias, World Press Photo, Amsterdã;[16]
- 2015: Natureza, segundo prêmio para singular, World Press Photo, Amsterdã;[17]
- 2017: Natureza, segundo prêmio para histórias, World Press Photo, Amsterdã;[18]
- 2017: História ilustrada de ciência e história natural, terceiro lugar, Pictures of the Year International, Universidade do Missouri;[19]
- 2018: Natureza, primeiro prêmio para histórias, World Press Photo, Amsterdã;[20]
- 2020: Fotógrafo de Vida Selvagem do Ano, People's Choice Award, nomeação;[21]
- 2020: Foto da Década da National Geographic.[22]